# Fernando Fiorillo
Fernando Antonio Fiorillo de la Rosa  (Soledad, 23 de noviembre de 1956) es un médico y exfutbolista colombiano que jugaba como delantero. Formó parte de la selección de Colombia, con la que disputó los Juegos Olímpicos de Moscú 1980 y la Copa América de 1983.

## Trayectoria

### Clubes

#### Juvenil
Formado en los clubes juveniles soledeños de Dínamo, Banfield y América, jugó en la tercera, segunda y primera división de la Liga de Fútbol del Atlántico con el Farmacia Caldas, siendo goleador en todas ellas.
En 1975 disputó el Campeonato Selecciones Juvenil con Atlántico, terminando en el tercer puesto.

#### Primera etapa del Junior
Su destacada actuación en el fútbol juvenil y amateur le permitió llegar a Junior en 1976. Debutó profesionalmente el 22 de agosto de aquel año en un partido amistoso frente al equipo argentino Huracán, ingresando en sustitución de Juan Ramón Verón.
En su primera etapa en el club se consagró dos veces campeón del Torneo Apertura del campeonato colombiano (1977 y 1980) y dos veces campeón de la Primera División Nacional (1977 y 1980, dejando en ambas oportunidades al Deportivo Cali como subcampeón).
Pese a ser uno de los goleadores de Junior, por temas económicos el club no le renovó su contrato a fines de 1981.

#### Independiente Medellín
Disputó la temporada 1982 con Independiente Medellín, donde terminó como goleador de su equipo tras anotar 20 goles. Aunque el club quiso retenerlo, finalmente llegó a un acuerdo con los dirigentes de Junior para hacer su retorno al año siguiente.

#### Segunda etapa del Junior
Regresó en enero de 1983 al club donde debutó profesionalmente. Ese año su equipo terminó como subcampeón del octogonal final, siendo apenas superado por el América de Cali. En lo individual, Fiorillo anotó 18 goles, lo que lo convirtió en el segundo goleador de su equipo y en el octavo goleador del campeonato.
En diciembre de 1985 dejó finalmente al Junior. En toda su carrera en el club hizo 45 goles en 293 partidos, ubicándose entre los veinte máximos goleadores de la historia de la institución y ganando dos ligas nacionales y dos torneos cortos.

#### Atlético Bucaramanga
Por pedido del entrenador Germán Aceros, fichó en 1986 en el Atlético Bucaramanga. Allí disputó los últimos 15 partidos como profesional de su carrera como futbolista, retirándose a la edad de 33 años. 

## Selección nacional
Representó a Colombia en tres torneos: el Torneo Preolímpico Sudamericano de 1980, los Juegos Olímpicos de 1980 y la Copa América de 1983.
En el primero de ellos el equipo colombiano finalizó como subcampeón y consiguió la clasificación al evento olímpico de Moscú, donde no tuvieron la misma suerte y se fueron eliminados en la primera fase, al quedar ubicados en la tercera posición de su grupo.
Posteriormente fue convocado para disputar la Copa América de 1983. En ese torneo anotó un gol frente a Perú que le daba la victoria a Colombia, pero Juan Caballero logró el empate y produjo la eliminación del equipo de Fiorillo en la fase de grupos.

### Participaciones en selección

#### Participaciones en Torneos Preolímpicos
| Copa                       | Sede     | Resultado  | Part. | Goles |
| -------------------------- | -------- | ---------- | ----- | ----- |
| Torneo Preolímpico de 1980 | Colombia | Subcampeón | 3     | ?     |

#### Participaciones en Juegos Olímpicos
| Torneo                   | Sede  | Resultado     | Part. | Goles |
| ------------------------ | ----- | ------------- | ----- | ----- |
| Juegos Olímpicos de 1980 | Moscú | Primera ronda | 2     | 0     |

#### Participaciones en Copa América
| Copa              | Sede | Resultado      | Part. | Goles |
| ----------------- | ---- | -------------- | ----- | ----- |
| Copa América 1983 |      | Fase de grupos | 2     | 1     |

## Clubes
| Club                   | País     | Año         |
| ---------------------- | -------- | ----------- |
| Junior                 | Colombia | 1976 - 1981 |
| Independiente Medellín | Colombia | 1982        |
| Junior                 | Colombia | 1983 - 1985 |
| Atlético Bucaramanga   | Colombia | 1986        |

## Palmarés

### Títulos nacionales
| Título           | Equipo | País     | Año  |
| ---------------- | ------ | -------- | ---- |
| Primera División | Junior | Colombia | 1977 |
| Primera División | Junior | Colombia | 1980 |

### Títulos nacionales cortos
| Título          | Equipo | País     | Año  |
| --------------- | ------ | -------- | ---- |
| Torneo Apertura | Junior | Colombia | 1977 |
| Torneo Apertura | Junior | Colombia | 1980 |